# Gottsunda parish
La parroquia de Gottsunda es una parroquia en el decanato de Uppsala (sueco: Uppsala pastorat) y el arcedianato de Uppsala (sueco: Uppsala kontrakt) en la diócesis de Uppsala. La parroquia está ubicada en el municipio de Uppsala, en el condado de Uppsala.
La parroquia de Gottsunda incluye las localidades de Gottsunda, Valsätra, Ulleråker, Ultuna, Sunnersta, Graneberg y Vårdsätra. Ultuna está dominada por la Universidad Sueca de Ciencias Agrícolas.

## Historia administrativa
La parroquia se formó en 1974 al separarse de la parroquia de Helga Trefaldighet ("Santísima Trinidad"; anteriormente Bondkyrka) y luego constituyó su propio decanato hasta 2014. Desde 2014, la parroquia ha sido parte del decanato de Uppsala.

## Área
La parroquia de Gottsunda cubría, el 1 de noviembre de 1975 (según la división del 1 de enero de 1976), un área de 16.8 kilómetros cuadrados, de los cuales 16.8 kilómetros cuadrados son de tierra.